# 小林竜一
小林 竜一（こばやし りゅういち、1976年11月23日 - ）は、日本のボブスレー選手。鳥取県鳥取市出身。2006年トリノオリンピック、2010年バンクーバーオリンピック出場。財団法人鳥取県体育協会所属。

## 経歴・エピソード
鳥取市立湖南小学校、鳥取市立湖南中学校、鳥取県立鳥取商業高等学校、天理大学（体育学部）卒業。
高校時代には陸上競技・円盤投の選手として全国大会に出場した経験がある。大学まで陸上選手で鳴らした。
23歳のとき先輩の紹介で競技を始め、3年が過ぎたころオリンピック出場を目指すようになった。2003年、ボブスレー日本代表に選出。
2006年トリノオリンピックには、アジア枠で出場。FIBTは一度アジア枠での出場を認める通知をしたが、IOCと合意した選手数上限を超えるとして直後に撤回。その後JOCなどによるIOC、国際連盟への再考の働きかけがあり、一転ようやく出場が認められた。競技には清川卓（サニウェイ）と2人乗りに出場し29チーム中27位。
2010年バンクーバーオリンピックには、鈴木寛（マネックス証券）と2人乗り、また、鈴木、土井川真二（日本レストランシステム）、宮内優（モンテローザ）と4人乗りに出場しともに21位だった。